# Orbitolinoidea
Orbitolinoidea, tradicionalmente denominada Orbitolinacea, es una superfamilia de foraminíferos bentónicos del suborden Orbitolinina y del orden Loftusiida. Su rango cronoestratigráfico abarca desde el Jurásico medio hasta el Oligoceno.

## Discusión
Clasificaciones previas incluían Orbitolinoidea en el suborden Textulariina del orden Textulariida o en el orden Lituolida.

## Clasificación
Orbitolinoidea incluye a las siguientes familia y subfamilias:
- Familia Orbitolinidae
  - Subfamilia Dictyoconinae
  - Subfamilia Orbitolininae
  - Subfamilia Praedictyorbitolininae